# Lingua dei segni tedesca
La lingua dei segni tedesca (o DGS, Deutsche Gebärdensprache) è una lingua dei segni sviluppata spontaneamente da bambini sordi in numerose scuole in Germania.